# Cakalele (baile)

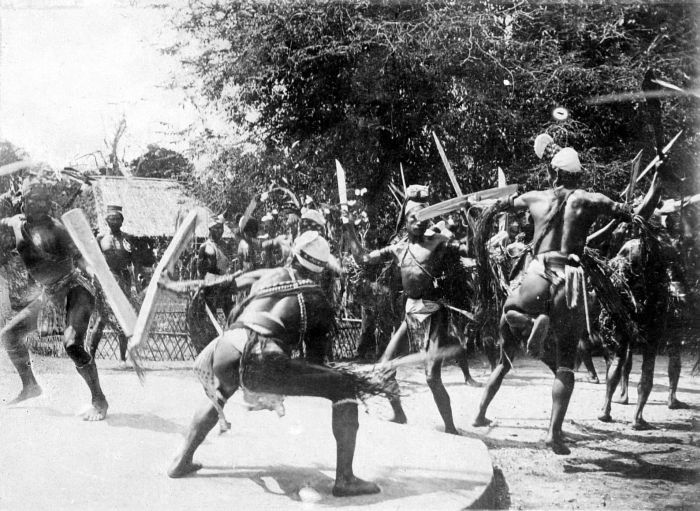
Ejecución del Cakalele

Cakalele (pronunciado "cha-ka-leh-leh") es un baile de guerra originario del norte y del centro de Maluku en Indonesia. Versiones híbridas también existen entre los aborígenes de Sulawesi, Timor y las Islas Tanimbar. La danza es realizada por hombres, dos de los cuales representan a los capitanes o líderes de oposición, mientras que los otros son los guerreros que los apoyan. Después de un ritual de apertura, los capitanes se involucran en duelo fingido con una lanza (sanokat) y un cuchillo largo (lopu), mientras que sus partidarios utilizan un largo cuchillo en la mano derecha y un escudo de madera estrecha en la mano izquierda. El escudo se conoce como un salawaku, o por un nombre local, como el Tobelo, como o dadatoko. El cakalele fue originado como una forma de los guerreros celebrar después de una redada exitosa. Los bailarines se visten en su totalidad con un traje de guerrero y están respaldados por el ritmo del tambor, el gong (tifa) y el pífano (sulin).